# Acropora aspera
Acropora aspera е вид корал от семейство Acroporidae. Възникнали са преди около 0,78 млн. години по времето на периода кватернер. Видът е световно застрашен, със статут Уязвим.

## Разпространение
Разпространен е в Австралия, Американска Самоа, Британска индоокеанска територия, Вануату, Виетнам, Гуам, Индия, Индонезия, Камбоджа, Кирибати, Кокосови острови, Малайзия, Малдиви, Малки далечни острови на САЩ, Маршалови острови, Мианмар, Микронезия, Науру, Нова Каледония, Оман, Остров Рождество, Палау, Папуа Нова Гвинея, Провинции в КНР, Самоа, Северни Мариански острови, Сингапур, Соломонови острови, Тайван, Тайланд, Токелау, Тонга, Тувалу, Уолис и Футуна, Фиджи, Филипини, Шри Ланка и Япония.

## Описание
Популацията им е намаляваща.